# Петряєво (Нікольський район)
Петря́єво (рос. Петряево) — присілок у складі Нікольського району Вологодської області, Росія. Входить до складу Нікольського сільського поселення.

## Населення
Населення — 37 осіб (2010; 29 у 2002).
Національний склад (станом на 2002 рік):
- росіяни — 100 %